# Týnišťko
Týnišťko település Csehországban, az Ústí nad Orlicí-i járásban. Týnišťko Jaroslav, Horní Jelení, Dobříkov, Zámrsk és Radhošť településekkel határos. Lakosainak száma 160 fő (2024. január 1.).

## Népesség
A település lakosságának változását az alábbi diagram mutatja:
| Lakosok száma | 292  | 319  | 276  | 247  | 179  | 151  | 162  | 162  | 152  | 160  |
|               | 1869 | 1900 | 1921 | 1961 | 1980 | 2011 | 2016 | 2019 | 2021 | 2024 |